# Aquilino Amezua
Aquilino Amezua y Jaúregui (nacido en Azpeitia el 4 de enero de 1847 - fallecido en San Sebastián el 20 de octubre de 1912) fue un organero español. Está considerado el constructor de órganos más importante de España de la última parte del siglo XIX y principios del XX.
Se inició en este arte desde muy joven, en el taller familiar, de la mano de su padre Juan Amezua y acompañado por sus tres hermanos, Diego, Juan Prudencio y José Hermenegildo, aprendices del oficio desde la infancia.
Debido a su gran inquietud por aprender nuevas técnicas, se trasladó a París, donde fue admitido a trabajar en la Casa Stolz, estudiando el proceso de fabricación de tubos, asimismo se interesó por la fabricación de pianos en la Casa Blondell. Más adelante residió en Inglaterra, Suiza y Alemania, donde trabajó en la Casa Welte que aplicaba las nuevas técnicas de Schmoele-Mols para incorporar la corriente eléctrica al funcionamiento de los instrumentos. Cuando volvió a España, gracias a los conocimientos obtenidos, desarrolló el proceso de fabricación de órganos en este país, orientándolos definitivamente hacia la organería romántica de corte internacional, aunque con peculiaridades e influencias de la tradición ibérica y del gusto español.
En España, primero instaló un taller propio en la ciudad de Valencia, pero hacia 1881 se trasladó a Barcelona realizando diversos instrumentos en Cataluña; en 1892 se mudó a Azpeita aunque manteniendo el taller de Barcelona y hacia 1897 traspasó sus talleres de Barcelona, conservando los de Azpeitia y Pasajes de San Pedro (Guipúzcoa), donde construyó uno de los mayores órganos de su carrera, el de la Catedral de Sevilla (1903) que reemplazó a dos anteriores que resultaron destruidos en 1888 por un derrumbe. 
Entre sus obras más importantes se encuentran los siguientes órganos, distribuidos en España, América del Sur e islas Filipinas:
- Órgano de la Exposición Universal de Barcelona, celebrada en 1888, el cual, con sus cuatro teclados manuales, pedal y casi 70 juegos, fue el órgano de transmisión eléctrica más grande de su tiempo (órgano hoy desaparecido).
- Catedral de Bogotá (1891), originalmente con tres teclados manuales y pedal (reformado en 1968 y restaurado en 2016).
- Iglesia de Santo Domingo de Manila (hacia 1891), con tres teclados manuales y pedal (órgano desaparecido).
- Órgano del Palau Güell de Barcelona (1890-1892), con dos manuales y pedal, construido con la colaboración del arquitecto Antonio Gaudí (desaparecidos casi todos sus tubos en 1936).
- Parroquia de San Esteban de Vera de Bidasoa (1895), con tres manuales y pedal.
- Órgano de la Basílica de Nuestra Señora del Rosario (Chiquinquirá), de 1897, con dos teclados manuales y pedal y la tubería distribuida en dos cajas simétricas colocadas en el coro.
- Órgano de la Catedral de Santander, terminado en 1899, con tres manuales y pedal, destruido por el incendio de la ciudad de 1941.
- Órgano de la Catedral de Sevilla (1903), el mayor órgano realizado por este organero, con unos 70 juegos, cuatro teclados manuales y pedal (muy reformado en 1972).
- Órgano de la Catedral de Valladolid (1904), con dos manuales y pedal y ampliado por su discípulo Leocadio Galdós en 1933, añadiendo un teclado manual más. En esta misma ciudad, Aquilino Amezua instaló cuatro órganos más entre 1907 y 1910, todos dotados con dos teclados manuales y pedal; de ellos uno ha desaparecido y otros dos fueron reformados en la década de 1970.
- Catedral de Oviedo (1906) (muy reformado en la década de 1960). 
- Parroquia de San Martín de Cegama en Guipúzcoa (1911), concebido para la catedral de León.